# 中国宗教学会
中国宗教学会是中华人民共和国宗教研究者组成的全国性社会团体，由中国社会科学院主管，挂靠于中国社会科学院世界宗教研究所。

## 历史沿革
1979年成立，原名中国宗教学学会，1988年改为现名。